# Lucía (pel·lícula de 1968)
Lucía és una pel·lícula cubana de 1968, dirigida per Humberto Solás. Protagonitzada per Raquel Revuelta, Eduardo Moure, Eslinda Núñez, Ramón Brito, Adela Legrá i Adolfo Llauradó en els papers principals.
Està composta de tres episodis diferents de la història de Cuba: la Guerra d'Independència, la dècada de 1930 i la dècada de 1960, que narren les vides de tres dones cubanes anomenades Lucía.
El documental Lucía y el Tiempo i produït per la Facultat de Comunicació de la Universitat de l'Havana i Cubavisión Internacional es va estrenar en el 2003 i compta amb el testimoniatge d'Humberto Solás, Nelson Rodríguez, Raquel Revuelta, Eslinda Núñez i Adela Legrá.

## Sinopsi
El primer episodi es desenvolupa en 1893, durant el període de la Guerra d'Independència cubana. Lucía (Raquel Revuelta) és una aristòcrata que participa activament en la lluita contra l'imperi espanyol. És enamorada i traïda per Rafael (Eduardo Moure), un oficial espanyol.
El segon episodi es desenvolupa durant el govern de Gerardo Machado. Lucía (Eslinda Núñez) és una jove mare soltera de classe mitjana, que lluita clandestinament contra la repressió política governamental i veu com la seva generació sacrifica la seva vida pels seus ideals.
El tercer episodi es desenvolupa en la incipient Revolució cubana. Lucía (Adela Legrá) és una pagesa que ha de lluitar contra els vells prejudicis del masclisme aplicats pel seu marit, Tomás (Adolfo Llauradó).

## Repartiment
- Raquel Revuelta ... Lucía I
- Eduardo Moure ... Rafael
- Eslinda Núñez ... Lucía II
- Flora Lauten
- Ramón Brito ... Aldo
- Adela Legrá ... Lucía III
- Adolfo Llauradó ... Tomas
- Teté Vergara
- Aramís Delgado
- Flavio Calderín
- Aida Conde
- Silvia Plana
- Rogelio Blaín
- María Elena Molinet

## Restauració
Lucia va ser restaurada digitalment per la Cineteca di Bologna amb finançament de World Cinema Project i Turner Classic Movies i més tard es va projectar a la secció de Cannes Classics de la 70è Festival Internacional de Cinema de Canes al maig de 2017. La restauració també es va projectar al 55è Festival de Cinema de Nova York a la secció de revivals.

## Premis
Guardonada amb el Premi d'Or de 1969 a Humberto Solás,i amb el premi FIPRESCI al 6è Festival Internacional de Cinema de Moscou.